# Heinrich Siebern

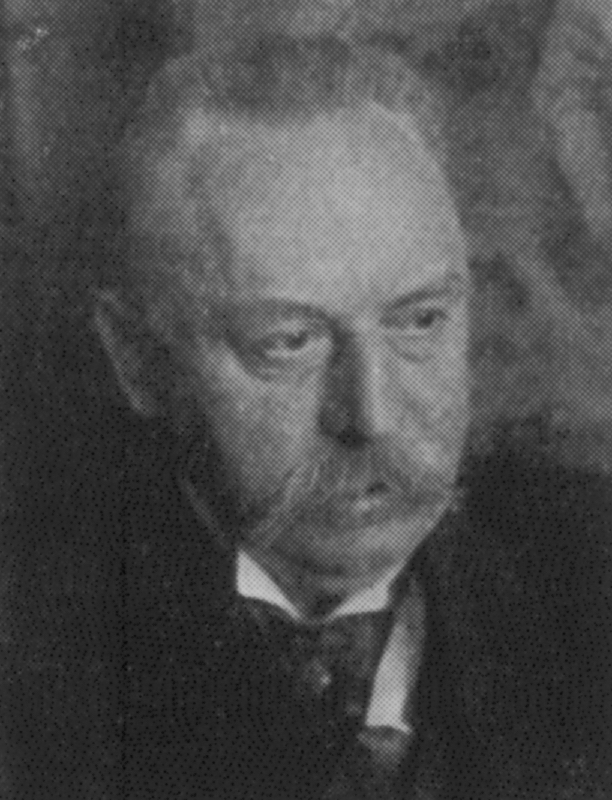
Heinrich Siebern (vor 1931)

Heinrich Siebern (* 2. Oktober 1872 in Dorum; † 24. Juli 1938 in Hannover; vollständiger Name: Ernst Hermann Heinrich Siebern) war ein deutscher Architekt, preußischer Baubeamter, Bauhistoriker, Denkmalpfleger, Hochschullehrer und Flurnamen-Sammler.

## Leben und Wirken
Heinrich Siebern studierte von 1893 bis 1897 Architektur an der Technischen Hochschule Hannover und wurde während seiner Studienzeit 1896 Mitglied der in Hannover ansässigen Bauhütte zum weißen Blatt.
Er schloss das Studium mit dem 1. Staatsexamen ab und begann die praktische Ausbildung für den Staatsdienst als Regierungsbauführer (Referendar im öffentlichen Bauwesen). Bereits seit dieser Zeit war er von 1899 bis 1910 wissenschaftlicher Assistent für Baukunst an der Technischen Hochschule Hannover. 1902 folgten das 2. Staatsexamen und die Ernennung zum Regierungsbaumeister (Assessor in der öffentlichen Bauverwaltung). Noch im gleichen Jahr wurde er auf eigenen Wunsch aus dem Staatsdienst entlassen, um zunächst an der Denkmälerinventarisation in der preußischen Provinz Hessen-Nassau mitzuarbeiten. Bereits im März 1902 setzte er diese Tätigkeit bei der Provinzialbauverwaltung der Provinz Hannover fort. Im Jahr 1909 wurde Siebern zunächst zum Landesbaumeister und 1910 zum hannoverschen Provinzialkonservator ernannt; dieses Amt übte er bis zum Erreichen der Altersgrenze 1937 aus. 1921 wurde er zum Landesoberbaurat befördert. Ab 1935 war er Leiter der Zentralstelle für einheitliche Bearbeitung der Denkmälererhaltung in der Provinz Hannover.
Neben seiner Tätigkeit als Konservator bei der Beratung von Restaurierungsprojekten in der ganzen Provinz Hannover war Sieberns Hauptverdienst die Denkmälerinventarisation, zu der er von 1907 bis 1937 eine Reihe von Inventar-Bänden bearbeitete und veröffentlichte, die zum Teil bis heute als wissenschaftliche Standardwerke zur regionalen Baugeschichte zählen. In diesen Werken sind auch Bauaufnahmen Sieberns sowie teilweise künstlerisch reizvolle Zeichnungen von historischen Gebäuden wiedergegeben.

## Lehrtätigkeit, Mitgliedschaften, Ehrungen
Von 1909 bis 1927 hatte Siebern einen Lehrauftrag für Denkmalpflege an der Technischen Hochschule Hannover. 1915 wurde ihm in diesem Zusammenhang der Titel Professor verliehen.
In seiner Eigenschaft als Flurnamensammler war Siebern 1912/1913 Mitglied der NAfH-Flurnamenkommission. 1929 wurde Siebern Ehrenmitglied des Heraldisches Verein „Zum Kleeblatt“ von 1888 zu Hannover e. V.
In seinem Geburtsort Dorum bei Bremerhaven wurde die Heinrich-Siebern-Straße nach ihm benannt.

## Schriften (Auswahl)

### Kunstdenkmäler-Inventare
- Die Bau- und Kunstdenkmäler im Regierungsbezirk Cassel. Im Auftrage des Bezirksverbandes des Regierungsbezirks Cassel.
  - Band III 3: Kreis Grafschaft Schaumburg. Bearbeitet von Heinrich Siebern Regierungsbaumeister a. D. unter Mitarbeit von Dr. H. Brunner. Elwertsche Verlagsbuchhandlung, Marburg 1907.
- Die Kunstdenkmäler der Provinz Hannover, hrsg. von der Provinzial-Kommission zur Erforschung und Erhaltung der Denkmäler in der Provinz Hannover,
  - Heft 2: Regierungsbezirk Hildesheim, Teil 3: Der Kreis Marienburg (= Heft 10 des Gesamtwerkes), Provinzialverwaltung Hannover, Schulzes Buchhandlung, Hannover 1910 [Bearbeitet zusammen mit D. Kayser.]
    - Neudruck der Ausgabe (= Kunstdenkmälerinventare Niedersachsens, Bd. 24), Osnabrück: Wenner, 1979, ISBN 978-3-87898-158-9

  - Bd. 3: Kreis Grafschaft Schaumburg, im Auftrag des Bezirksverbandes des Regierungsbezirks Cassel, Elwert, Marburg [1907]; Inhaltsverzeichnis
    - Neudruck der Ausgabe (= Kunstdenkmälerinventare Niedersachsens, Bd. 16), Wenner, Osnabrück 1979, ISBN 978-3-87898-150-3

  - Heft 3, Teil 5: Stadt Celle, bearbeitet von Heinrich Siebern und Hans Lütgens (= Heft 21 des Gesamtwerkes), Provinzialverwaltung Hannover, Th. Schulze, Hannover 1937; Inhaltsverzeichnis [Das Kapitel „Schloß Celle“ war bereits 1907 als Separatdruck vorveröffentlicht worden.]
    - Neudruck der Ausgabe unter dem Titel Die Kunstdenkmale der Stadt Celle (= Kunstdenkmälerinventare Niedersachsens Bd. 36), Wenner, Osnabrück 1980, ISBN 978-3-87898-187-9 und ISBN 3-87898-187-2

  - Heft 4: Regierungsbezirk Osnabrück, Teil 1/2: Stadt Osnabrück (= Heft 7 und 8 des Gesamtwerkes),   Provinzialverwaltung, Hannover 1907; Inhaltsverzeichnis
    - Neudruck unter dem Titel Die Kunstdenkmale der Stadt Osnabrück (= Kunstdenkmälerinventare Niedersachsens, Bd. 39), Wenner, Osnabrück 1978, ISBN 978-3-87898-133-6 und ISBN 3-87898-133-3

  - Heft 5: Regierungsbezirk Stade, Teil 1: Die Kreise Verden, Rotenburg und Zeven, bearbeitet von Heinrich Siebern, Georg Meyer, Christian Wallmann (= Heft 9 des Gesamtwerkes), Hannover: Provinzialverwaltung, 1908
    - Neudruck (= Kunstdenkmälerinventare Niedersachsens, Bd. 42), Osnabrück: Wenner, 1980, ISBN 978-3-87898-190-9 und ISBN 3-87898-190-2

  - Heft 6: Regierungsbezirk Aurich, Teil 1/2: Stadt Emden (= Heft 15 und 16 des Gesamtwerkes), Hannover: Selbstverlag Provinzialverwaltung; Hannover: Schulzes Buchhandlung, 1927; Inhaltsverzeichnis
    - unveränderter Nachdruck der Ausgabe Hannover 1927 mit einem neuen Vorwort, [Hannover: Landkreis Hannover], 1975, ISBN 978-3-7963-0094-3 und ISBN 3-7963-0094-4
    - unveränderter Nachdruck (= Kunstdenkmälerinventare Niedersachsens, Bd. 48), Osnabrück: Wenner, 1980, ISBN 978-3-87898-200-5 und ISBN 3-87898-200-3

### Sonstige Schriften
- Denkmalpflege in der Provinz Hannover. In: Sechzig Jahre Hannoversche Provinzialverwaltung. Hrsg. Landesdirektorium. Göhmannsche Buchdruckerei, Hannover 1928, S. 314–326.
- Die Kreuzigungsgruppe des Lettners im ehemaligen Dom zu Goslar. In: Zeitschrift für Denkmalpflege, 7. Jahrgang 1933, S. 167–169.